# Berberentulus rennellensis
Berberentulus rennellensis är en urinsektsart som beskrevs av Sören Ludvig Paul Tuxen och Imadaté 1975. Berberentulus rennellensis ingår i släktet Berberentulus och familjen lönntrevfotingar. Inga underarter finns listade.